# مارکوس پروبوس
مارکوس والریوس پروبوس (به لاتین: Marcus Valerius Probus) نحوی رومی اهل بیروت بود که در حدود ۵۶ تا ۸۸ میلادی در روم برآمد. او بزرگ‌ترین نحوی عصر خویش بود و آثار زیادی در این باب نوشت. پروبوس از آثار پلوتوس(؟)، ترنس، لوکرتیوس، ویرژیل، هوراس و پرسئوس نسخه‌های علمی متعددی فراهم ساخت و نمادهای ویرایشی (۲۱ علامت) نظیر آنچه به وسیلهٴ محققان اسکندرانی ابداع شده بود، در آنها به کار برد.